# Tuerta lycaon
Tuerta lycaon är en fjärilsart som beskrevs av Druce 1897. Tuerta lycaon ingår i släktet Tuerta och familjen nattflyn. Inga underarter finns listade i Catalogue of Life.